# Neotherium mirum
Neotherium mirum (лат.) — вид вымерших морских млекопитающих из семейства моржовые отряда хищных. Единственный вид рода Neotherium. Ископаемые остатки этого вида известны из миоцена Северной Америки: США (Калифорния). Типовой образец: USNM 11542-3, USNM 11548, USNM 11552, элемент конечности (пяточная кость, астрагал, кубовидная, ладьевидная кости). Его типовое местонахождение — Sharktooth Hill, который находится в формации Temblor в Калифорнии. Он был мельче современного моржа и не имел бивней.